# Весна на Заречной улице
«Весна́ на Заре́чной у́лице» — советский художественный фильм, снятый в 1956 году режиссёрами Феликсом Миронером и Марленом Мартыновичем Хуциевым. Один из самых популярных фильмов 1950-х годов, в кинопрокате СССР собрал 30,12 млн зрителей.

## Сюжет
В город, где расположен крупный металлургический комбинат, приезжает выпускница пединститута Татьяна Сергеевна Левченко. В городском отделе образования она получает направление в вечернюю школу рабочей молодёжи, где учится сталевар, ударник труда Александр Савченко. История его непростых чувств к молодой учительнице является основой сюжета картины.
Оканчивается фильм эпизодом, в котором Савченко отвечает на вопрос экзаменационного билета, что такое многоточие: «Многоточие ставится в конце предложения или целого рассказа, когда он не закончен и многое ещё осталось впереди…» В заключительном кадре после слова «Конец» стоит многоточие, из чего следует, что сюжет фильма получит продолжение.
В фильме «Лёгкая жизнь» (1964) в эпизоде встречи выпускников (плакат перед аудиторией гласит: «Здесь собираются филологи образца 1956 г.») преподаватель вызывает Таню Левченко, на что она отвечает: «А я не Левченко, я теперь Савченко», из чего можно предположить, что Татьяна Сергеевна с Александром в конце концов поженились, хотя фильмы напрямую друг с другом не связаны.

## В ролях
| Актёр              | Роль                                                                |
| ------------------ | ------------------------------------------------------------------- |
| Нина Иванова       | учительница русского языка и литературы Татьяна Сергеевна Левченко  |
| Николай Рыбников   | сталевар-передовик Саша Савченко                                    |
| Владимир Гуляев    | водитель самосвала, приятель Саши Юра Журченко                      |
| Юрий Белов         | машинист паровоза Женя Ищенко                                       |
| Валентина Пугачёва | влюблённая в Сашу Зина                                              |
| Марина Гаврилко    | мать Зины Марья Гавриловна                                          |
| Геннадий Юхтин     | инженер, друг Саши и Татьяны Сергеевны Николай Николаевич Крушенков |
| Римма Шорохова     | Аля Алёшина                                                         |
| Николай Ключнев    | сталевар, друг и одноклассник Саши Федя Донченко                    |
| Валентин Брылеев   | Иван Мигулько                                                       |
| Татьяна Галух      | Маруся Мигулько                                                     |
| Виктор Маркин      | учащийся                                                            |
| Евгений Коваленко  | из компании Журченко парень-верзила                                 |
| Жан Мельников      | сосед Ищенко по парте                                               |
| Люся Максимова     | сестра Саши                                                         |
| Саша Мороз         | брат Саши                                                           |
| Владимир Карасёв   | Воронец (эпизод, нет в титрах)                                      |
| Николай Фалеев     | директор школы                                                      |

## Съёмочная группа
- Автор сценария — Феликс Миронер
- Режиссёры-постановщики — Феликс Миронер, Марлен Хуциев
- Главные операторы — Пётр Тодоровский, Радомир Василевский
- Композитор — Борис Мокроусов
- Текст песен — Алексей Фатьянов
- Второй режиссёр — Константин Жук
- Редактор — Евгения Рудых
- Художник-постановщик — Василий Зачиняев
- Звукорежиссёр — Владимир Курганский
- Ассистенты режиссёра — В. Швед. Г. Строкан
- Оператор — Г. Никитин
- Ассистент по монтажу — Этна Майская
- Мастер-гримёр — Зоя Губина
- Директор картины — Даниил Нежинский

## Песни и музыка
Лейтмотивом фильма является песня «Когда весна придёт, не знаю» (стихи Алексея Фатьянова, музыка Бориса Мокроусова), которую исполняет Николай Рыбников.
Музыка к песне первоначально была использована в спектакле театра имени Вахтангова «Макар Дубрава» (пьеса о шахтёрах Александра Корнейчука). Спектакль был снят с репертуара, и прекрасная мелодия осталась бесхозной. Позднее она была использована в фильме, где соло на гитаре исполняет Пётр Тодоровский, работавший оператором на картине. После выхода фильма песня приобрела большую известность, став одной из самых широко известных советских песен из кинофильмов. Песня стала популярной в исполнении в домашнем кругу, застолье; выступает символом малой родины, любви к родному очагу и дому, своему краю, своей профессии.
Песню «Школьный вальс» (композитор Исаак Дунаевский, автор слов Михаил Матусовский) исполняет Владимир Бунчиков.
«Песню Юры» («У меня идёт всё в жизни гладко», стихи Алексея Фатьянова, музыка Бориса Мокроусова) исполняет Владимир Гуляев.
Кроме того, в фильме звучит фокстрот Артура Полонского «Цветущий май» и 2-й фортепианный концерт Рахманинова (его слушает по радио главная героиня).
В качестве фоновой музыки в одной из сцен звучит танго «Расстались мы» в исполнении Эдит Утёсовой.

## История создания
Окончив в 1952 году институт кинематографии, Марлен Хуциев становится режиссёром на Одесской киностудии. Работая помощником режиссёра в различных киногруппах, он пишет сценарий для своей первой большой художественной картины. Начальный вариант сценария не был принят к постановке, и Хуциеву пришлось дорабатывать его вместе с Феликсом Миронером, соавтором по дипломному фильму.
В послевоенное время Одесская киностудия стала базой, куда приезжали снимать фильмы многие. Директор киностудии Александр Горский пригласил на студию и Хуциева с Миронером. Одним из условий Горского была работа в паре. Снимать фильм начали с 1953 года, а премьера фильма состоялась 26 ноября 1956 года. Этим фильмом Хуциев открыл дорогу новому поколению актёров: в картине дебютировали выпускники ВГИКа Юрий Белов, Николай Рыбников, Геннадий Юхтин. Роль учительницы Татьяны Сергеевны сыграла непрофессиональная актриса Нина Иванова.
Бо́льшая часть киносъёмок прошла в Запорожье. Некоторые сцены снимались в Одессе (например, в парке «Победа»). В Запорожье съёмки проводились на заводах «Запорожсталь», «Днепроспецсталь».
Кроме заводских сцен съёмочная группа работала также в 47-й и в 4-й средних школах рабочей молодёжи на Павло-Кичкасе, в парке «Дубовая роща», райвоенкомате, Дворце культуры алюминиевого комбината (в советское время — Дворец культуры имени С. М. Кирова).
Николаю Рыбникову помогал вживаться в образ 23-летний Григорий Пометун, впоследствии — Герой Социалистического Труда и заслуженный сталевар Украины.
Хуциев вспоминал:

Феликс не скрывал, что идею ему подсказал фильм по сценарию Владимира Маяковского «Барышня и хулиган». Правда, были проблемы с утверждением Коли Рыбникова на главную роль, но нам удалось его отстоять. «Весну…» я вспоминаю с теплотой, это моя чудесная молодость. Операторами у нас на картине работали институтские друзья Пётр Тодоровский и Радомир Василевский. Многие актёры также были из ВГИКа. Помню своё удивление после первого просмотра: неужели нам удалось это сделать?..— «Застава Хуциева», 4 октября 2010 г.

## Критика
Критика отметила высокий уровень режиссуры фильма. Внимание привлекли и съёмки оператора Петра Тодоровского, умело чередовавшего общие и индивидуальные планы. Зрителями была особенно отмечена песня из кинофильма («Когда весна придёт, не знаю»).
Кинокритик Людмила Погожева заметила «обилие жизненных наблюдений и очень личных лирических раздумий, буквально переполнявших фильм». «Именно наблюдения и раздумья, — писала она, — сделали содержание фильма намного богаче, сложнее, значительнее, чем то диктовалось его нехитрой фабулой».
Отмечалось, что «созидательный труд воспет здесь без ложного пафоса, цветистых фраз — через восхищение человека, впервые осознавшего его красоту и мощь». При этом «авторы показывают необыкновенное в обыкновенном, всматриваясь в жизнь свежим, острым, заинтересованным, хозяйским взглядом, отбрасывая штампы, готовые решения». Советский киновед Иван Корниенко так оценил значение фильма: «Это был важный, принципиальный шаг вперёд, и критика сразу отметила новаторство фильма и его значение в разработке современной темы и в развитии самого киноискусства».
Критик Любовь Герасимова в журнале «Искусство кино» анализировала гендерные проблемы и чувственные переживания персонажей. Кинокритик Сергей Кудрявцев писал, что «Весна на Заречной улице» интересна тем, что «прежде всего, в ней есть живой человек».
Сергей Кудрявцев считал, что «можно рассматривать „Весну на Заречной улице“ как историю между двумя рабочими сменами: герой погружается в быт, частную жизнь, где, как металл, проверяется на прочность». Он писал: «Зритель оказывается в положении Тани Левченко, знающей о нём, как о передовом сталеваре, только понаслышке, и может кое-что не разглядеть в его характере, будто разделённом на две ипостаси. Вышедший с завода Савченко — уже не тот, кто стоял у доменной печи. Первый — Саша, каким он себе кажется, второй — кто есть на самом деле. И лишь в финале обретает цельность, будто сняв, наконец, маску со своего лица».
Кинокритик Нонна Капельгородская писала: «„Весна на Заречной улице“ поражала свежестью видения мира, тонким подходом к человеческой психологии и внимательным переносом её нюансов на экран, реалистичным, на первый взгляд, воспроизведением атмосферы, в которой живут, работают, учатся и любят герои. В ней не выходили на первый план надоевшие штампы, типичные для тогдашних фильмов на рабочую тематику».
Киновед Д. Янгблад констатировал: «…этот фильм часто повторяется по российскому телевидению и пользуется популярностью у всех возрастов. До сих пор это как глоток свежего воздуха».
Картина означала иной поворот в традиционной для советского кинематографа рабочей теме и имела «огромный, повсеместный и устойчивый успех», стала этапным произведением советского кинематографа. В конце 1956 года фильм стал лидером проката и собрал более 30 миллионов зрителей.

## Награды и премии
- Медаль на VI фестивале молодёжи и студентов 1957 года в Москве[28].

## Память

Памятник Саше Савченко на проспекте Металлургов в Запорожье

- В Запорожье и Одессе после выхода фильма появились улицы Заречные[12][29]. Также в Запорожье выходит газета «Улица Заречная»[12][30], а в 2000-х на бульваре Шевченко напротив городского совета были установлены городские часы, играющие мелодию из фильма[31].
- В 2001 году Юрий Сирман снял новую версию фильма (ремейк) — «Весна на Заречной улице — 2»[13].
- В 2006 году исполнилось 50 лет со времени выхода фильма на экран. В одной из газетных публикаций этот юбилей определили как тихий, но замеченный многими, а также отметили, что когда в честь круглой даты каналы показали старую советскую ленту, она для зрителей оказалась важнее новых блокбастеров[12]. Фильм был показан на XXVIII Московском кинофестивале в рамках ретроспективного показа «Лучшие советские фильмы эпохи оттепели». К 50-тилетию фильма телеканалом ТВ-Центр был снят документальный фильм «Весна на Заречной улице. Неоконченный рассказ»[10]. В 2006 году Запорожским драматическим театром был поставлен мюзикл «Любовь на Заречной улице» (автор инсценизации и режиссёр-постановщик — Виталий Денисенко[32]). В 2010 г. спектакль был поставлен на сцене Днепродзержинского музыкально-драматического театра[33].
- 11 декабря 2010 года компания «Крупный план» представила в кинозале Одесской киностудии колоризированную версию фильма, осуществлённую при непосредственном участии Марлена Хуциева[34]. На телеэкраны колоризированный фильм вышел 17 декабря на украинском канале СТБ и 7 марта 2011 года на российском Первом канале.
- В 2013 году в Запорожье прошёл гала-концерт под названием «Весна на Заречной улице» посвящённый празднику труда[35].
- 15 ноября 2013 на проспекте Металлургов в Запорожье к 80-летию комбината «Запорожсталь» была установлена скульптура главного героя фильма Саши Савченко (автор скульптурно-декоративной композиции — художник и реставратор Тигран Акобян[36]). В ночь на 8 октября 2014 года памятник был исписан белым маркером, о чём российские СМИ разместили ложную информацию о якобы «сносе памятника украинскими националистами».[37]
- В 2016 году на вокзале Запорожье-1 прошёл флешмоб, когда 83 вокалиста Запорожского музыкального училища исполнили а капелла песню из фильма. Вокальный флешмоб стал творческим подарком телеканала «ТВ-5» для комбината «Запорожсталь», который в 2016 году отметил свой 83-й день рождения[38][39].
- Познакомившись на съёмках, актриса Нина Иванова и оператор Радомир Василевский после окончания картины поженились[40].
- В фильме Юра (Гуляев) ухаживает, причём безрезультатно, за девушкой Алей (Шорохова). В жизни же они в это время были супругами, но впоследствии их брак распался[41].